# Fogascsőrű nyávogómadár
A fogascsőrű nyávogómadár (Scenopoeetes dentirostris) a madarak osztályának verébalakúak (Passeriformes) rendjébe és a lugasépítő-félék (Ptilonorhynchidae) családjába tartozó Scenopoeetes nem egyetlen faja.

## Rendszerezés
Egy ideig az Ailuroedus nembe sorolják Ailuroedus dentirostris néven, egyes rendszerezők szerint még mindig ide tartozik.

## Előfordulása
Ausztrália területén honos. Egy viszonylag kis területen él, kizárólag az Atherton-táblavidék 900 méternél magasabban fekvő erdeiben honos Queenslandban.

## Megjelenése
A testhossza 23 centiméter. Hátoldala olajbarna, míg hasa piszkosfehér alapon hosszanti barna foltokkal mintázott. A két ivar tollazata között nincs különbség.

## Életmódja
Részlegesen táplálékspecialista faj. Erőteljes, fogazott szélű csőre a lomblevelek fogyasztása miatt alakult ki.

## Szaporodása
A fogascsőrű nyávogómadár poligám szaporodási rendszerben él.
Lugasépítési technikája a legprimitívebb a családból. Szaporodási helyén
lugas nincs is, csak egy megtisztított folt az erdő talaján, melyet friss levelekkel rak ki a hím. Úgy helyezi el a leveleket, hogy azok fonáki világos része álljon felfelé. Ezután szinte folyamatosan kiáltozik, hogy a tojókat odacsalogassa a „díszudvarába”.
Miután a hím megtermékenyített egy tojót a továbbiakban nem törődik vele. A tojó egyedül építi meg fészkét, egyedül kotlik és a kikelő fiókákat is egyedül neveli fel.

## Külső hivatkozások
- Képek az interneten a fajról
- Internet Bird Collection - videók a fajról